# Пертель, Борис Владимирович
Бори́с Влади́мирович Пе́ртель (21 апреля (3 мая) 1888, Санкт-Петербург, Российская империя — 27 марта 1955, Нойштадт, ФРГ) — российский спортивный стрелок, эстонский государственный деятель. Участник летних Олимпийских игр 1912 года.

## Биография
Борис Пертель родился 3 мая 1888 года в Санкт-Петербурге. По национальности эстонец.
Окончил Тенишевское училище в Санкт-Петербурге. В 1907 году поступил в Рижский политехнический институт, где изучал машиностроение. Здесь Пертель познакомился со студентами, занимавшимися стрельбой, и вступил в ассоциацию стрелков Агенскалнса.
В 1912 году вошёл в состав сборной Российской империи на летних Олимпийских играх в Стокгольме. Выступал в стендовой стрельбе в дисциплине трап, проходившей в три этапа с отсевом половины худших стрелков после первой и второй стадий. На первом этапе разбил 11 из 20 мишеней — глиняных голубей и вместе с ещё двадцатью стрелками выбыл из борьбы, уступив четыре точных выстрела худшим из попавших во второй этап, заняв 55-е место.
В составе российской сборной оказался худшим в трапе, уступив завоевавшему бронзовую медаль Гарри Блау, а также Леонарду Сытину (23-е место), Вальтеру Боднеку (36-е место) и Павлу Литу (52-е место).
После Первой мировой войны перебрался в Эстонию. В 1930 году поселился в Пайде, был членом городского совета. В 1933 году был одним из подписавших проект радикальной конституции, подготовленной Эстонским союзом участников Освободительной войны, приведшей к установлению режима Константина Пятса. В марте 1934 года был избран в строительную комиссию Пайдеской городской думы.
В 1935 году перебрался в Таллин, но в 1937 году вновь стал членом Пайдеской думы, а в сентябре 1939 года снова баллотировался туда.
В 1939 году в рамках репатриации балтийских немцев вместе с женой уехал в Германию. Дом Пертелей был выставлен на аукцион.
Умер 27 марта 1955 года в немецком городе Нойштадт в земле Гессен.

## Семья
Отец — Владимир (Вольдемар) Георгиевич Пертель (1847—1924), государственный служащий, коллежский асессор, позже действительский статский советник.
Мать — Йоханна Луиза Пертель (в девичестве Каберман) (1854—1927). Была дочерью немецкого гончара из Пайде.
Жена — Августа Маргарет Леонтин Хельдтига (1895—?), происходила из купеческой семьи. Поженились 20 июля 2015 года в Валмиере.